# Plzeň (bier)
Plzeň is een bovengistend bier van Brouwerij 't IJ in Amsterdam. Het is een stevig gehopt bier met een frisbittere smaak en 5% alcohol.